# Christian Giscos
Christian Giscos es un deportista francés que compitió en ciclismo en la modalidad de pista, especialista en la prueba de medio fondo.
Ganó dos medallas en el Campeonato Mundial de Ciclismo en Pista, en los años 1962 y 1966.

## Medallero internacional
| Campeonato Mundial | Campeonato Mundial | Campeonato Mundial | Campeonato Mundial |
| Año                | Lugar              | Medalla            | Competición        |
| ------------------ | ------------------ | ------------------ | ------------------ |
| 1962               | Milán (Italia)     | Medalla de bronce  | Medio fondo (A)    |
| 1966               | Fráncfort (RFA)    | Medalla de bronce  | Medio fondo (A)    |